# ژی‌جی سامیت
ژی‌جی سامیت (انگلیسی: JG Summit) شرکت خوشه‌ای فیلیپینی است، که در سال ۱۹۹۰ توسط جان گوکونگوی تأسیس شد.